# Белостров, Александр Петрович
Александр Петрович Белостров (11 [24] февраля 1906, Рузаевка, Инсарский уезд, Пензенская губерния, Российская империя — 29 февраля 1984, Усть-Катав, Челябинская область) — конструктор артиллерийских и зенитных вооружений, лауреат Сталинской премии (1948).

## Биография
Родился в семье железнодорожного служащего, старший из 7 детей.
Учился в Муроме в начальной приходской школе и в железнодорожном училище, в Сарапуле Пермской губернии— в школе 2-й ступени и на подготовительном отделении сельскохозяйственного института.
В 1925 г. окончил механико-строительный техникум в Брянске по специальности «техник-механик», после чего работал техником-конструктором на Людиновском машзаводе.
В 1928 г. призван в РККА и направлен на учёбу на автоотделение Ленинградской артиллерийской технической школы, которое окончил с присвоением звания военного техника 3-го ранга (1929).
В 1929—1941 гг. техник-конструктор, старший конструктор, инженер-конструктор на Брянском машиностроительном заводе им. С. М. Кирова. В 1936 г. без отрыва от производства окончил Бежицкий машиностроительный институт.
В 1939 г. за разработку зенитной платформы ЗУ-8 был награждён орденом Красной Звезды. В 1941 г. сконструировал литую головку осей повозок ЗУ-13, в результате чего трудоемкость на этой детали сократилась в три раза.
После начала войны переведен на вагоностроительный завод в Мытищи: старший конструктор, зам. главного конструктора.
С конца 1941 г. работал на Усть-Катавском вагоностроительном заводе: старший конструктор (1941), старший инженер-конструктор (1942—1960); начальник КБ (1960—1965), зам. гл. конструктора (1965—1969), старший инженер-конструктор (1969—1974). Под его руководством разработаны платформа КЛУ-10 (1960—1962), повозка КЗУ-16К для радиолокационных станций (1965).

## Награды и звания
Лауреат Сталинской премии (1948) — за создание нового образца пушки.
Награждён орденами Красной Звезды (1939), Отечественной войны I степени (1945), медалями.